# جائزة إم تي في لأفضل معركة
جائزة إم تي في لأفضل معركة  هي جائزة من جوائز إم تي في للأفلام تقدم للممثلَّين عن أدوارهم في مشاهد القتال ضمن حفل تكريم أنشئ لأول مرة في العام 1991. تشمل الجوائز المقدمة من إم تي في عدة فئات وتوزع في حفل سنوي، وتطرح الترشيحات لتصويت العام. قدمت الجائزة لأول المرة في العام  1996 للممثلَّين بوب باركر وآدم ساندلر عن دورهم في الفيلم الكوميدي الرياضي هابي غيلمور. كما حصلت الممثلة الأمريكية المولدة في بوسطن أوما ثورمان على الجائزة في عامي  2004 و2005 على التوالي.
الفائزون بالجائزة:  
- إد سكراين (سنة 2016) (عن عمل ديدبول)
- رايان رينولدز (سنة 2016) (عن عمل ديدبول)
- ديلن أوبراين (سنة 2015) (عن عمل متسابق المتاهة)
- ويل بولتر (سنة 2015) (عن عمل متسابق المتاهة)
- أورلاندو بلوم (سنة 2014) (عن عمل الهوبيت: قفرة سموغ)
- إيفانجلين ليلي (سنة 2014) (عن عمل الهوبيت: قفرة سموغ)
- توم هيدليستون (سنة 2013) (عن عمل المنتقمون)
- روبرت داوني جونيور (سنة 2013) (عن عمل المنتقمون)
- مارك رافالو (سنة 2013) (عن عمل المنتقمون)
- جيرمي رينر (سنة 2013) (عن عمل المنتقمون)
- كريس إيفانز (سنة 2013) (عن عمل المنتقمون)
- سكارليت جوهانسون (سنة 2013) (عن عمل المنتقمون)
- كريس هيمسوورث (سنة 2013) (عن عمل المنتقمون)
- جينيفر لورنس (سنة 2012) (عن عمل مباريات الجوع)
- جوش هوتشرسن (سنة 2012) (عن عمل مباريات الجوع)
- ألكسندر لودفيج (سنة 2012) (عن عمل مباريات الجوع)
- برايس دالاس هوارد (سنة 2011) (عن عمل ملحمة الشفق: خسوف)
- روبرت باتينسون (سنة 2011) (عن عمل ملحمة الشفق: خسوف)
- خافير صامويل (سنة 2011) (عن عمل ملحمة الشفق: خسوف)
- بيونسيه (سنة 2010) (عن عمل مهووسة)
- ألي لارتر (سنة 2010) (عن عمل مهووسة)
- روبرت باتينسون (سنة 2009) (عن عمل الشفق)
- كام جيجنديت (سنة 2009) (عن عمل الشفق)
- شون فارس (سنة 2008) (عن عمل لا تتراجع)
- كام جيجنديت (سنة 2008) (عن عمل لا تتراجع)
- جيرارد بتلر (سنة 2007) (عن عمل 300)
- براد بيت (سنة 2006) (عن عمل السيد والسيدة سميث)
- أنجلينا جولي (سنة 2006) (عن عمل السيد والسيدة سميث)
- أوما ثورمان (سنة 2005) (عن عمل اقتل بيل الجزء 2)
- داريل هانا (سنة 2005) (عن عمل اقتل بيل الجزء 2)
- أوما ثورمان (سنة 2004) (عن عمل اقتل بيل الجزء 1)
- شياكي كورياما (سنة 2004) (عن عمل اقتل بيل الجزء 1)
- كرستوفر لي (سنة 2003) (عن عمل حرب النجوم الجزء الثاني: هجوم المستنسخين)
- يودا (سنة 2003) (عن عمل حرب النجوم الجزء الثاني: هجوم المستنسخين)
- جاكي شان (سنة 2002) (عن عمل ساعة الذروة 2)
- كريس تاكر (سنة 2002) (عن عمل ساعة الذروة 2)
- زانج زيي (سنة 2001) (عن عمل النمر الرابض والتنين الخفي)
- لورنس فيشبورن (سنة 2000) (عن عمل ماتريكس)
- كيانو ريفز (سنة 2000) (عن عمل ماتريكس)
- بن ستيلر (سنة 1999) (عن عمل هناك شيء ما عن ماري)
- ويل سميث (سنة 1998) (عن عمل رجال بذات السوداء)
- روبن توني (سنة 1997) (عن عمل The Craft)
- فيروزا باك (سنة 1997) (عن عمل The Craft)
- بوب باركر (سنة 1996) (عن عمل هابي غيلمور)
- آدم ساندلر (سنة 1996) (عن عمل هابي غيلمور)